# Arlbergtunnel
Az Arlbergtunnel egy kétvágányú vasúti alagút Ausztriában. A Sankt Anton am Arlberg és Langen am Arlberg közötti 10 648 m hosszúságú alagút az Arlbergbahn vasútvonal központi eleme.

## Története
Az Arlbergi vasúti alagút eredete szorosan kapcsolódik az Arlbergbahnhoz, amelynek építése azonnal megkezdődött, miután 1880. május 16-án megkapta az építési engedélyt. A 35,5 millió gulden összköltséggel épült vonal teljes hosszában egyvágányú vasútként volt engedélyezve, azonban az Arlbergi alagutat szándékosan úgy építették meg, hogy kezdettől fogva elegendő hely álljon rendelkezésre a kétvágányú elrendezéshez, mivel a mérnökök előre látták, hogy nagyobb forgalmat kell majd a jövőben lebonyolítani, mint amekkorát egy egyvágányú vasútvonal képes lenne. Az Arlbergi vasúti alagút nagy része - a vonal nagy részéhez hasonlóan - természetes kőből készült falazatból épült, olyan anyagok felhasználásával, mint a mészkő, a gneisz és a csillámpala.
Az Arlbergi vasúti alagút a vonal egyik fő műszaki kihívása volt; 10 216 méteres hosszával Ausztria leghosszabb vasúti alagútja volt, és több mint száz évig az is maradt. 1884. szeptember 21-én egyvágányú alagútként nyitották meg, és a nagy forgalom miatt gyorsan telítetté vált. Ennek megfelelően 1885. július 15-re a második párhuzamos vágányt is kiépítették és üzembe helyezték. Az alagút a St. Anton am Arlberget kiszolgáló vasútállomás közelében kezdődik és Langen am Arlbergben végződik.
Az alagút szellőzésének hiánya már korán gondot okozott az üzemeltetésben; a gőzmozdonyok és a nem megfelelő légáramlás kombinációja miatt veszélyes kénsavgőz halmozódott fel az alagút felső részén, ami arra kényszerítette a mozdonyok személyzetét, hogy a földön fekve lélegezzenek friss levegőt. Bár a személyzet számára védőfelszerelést adtak ki, a probléma csak az 1920-as években, a villamos vontatás bevezetésével szűnt meg igazán. Az 1970-es években a korábbi vasúti alagút mellett megépült az összekötő Arlberg közúti alagút.
Az alagút több mint 125 éven át a két osztrák tartomány, Tirol és Vorarlberg között az egyetlen vasúti összeköttetésként működött; így az Osztrák Szövetségi Vasutak számára az infrastruktúra kritikus darabja. A jelentések szerint 2009-ben a forgalmas napokon naponta akár 90 vonat is használta az útvonalat, ami azt eredményezte, hogy egy év alatt több millió tonna teherszállítmány haladt át az alagúton. Az alagútban a legnagyobb sebesség 100 km/óra.
A 21. század elején az Osztrák Szövetségi Vasutak megkezdték az Arlberg-vonal elemeinek korszerű biztonsági funkciókkal történő átalakítását. Így az Arlbergi vasúti alagút egy 210 millió euróba kerülő munkálatok csomagját végezték el egy ideiglenes lezárás során, amely magában foglalta nyolc új evakuálási és mentési átjáró kiépítését az alagút és a szomszédos Arlbergi közúti alagút között; egyéb, biztonsággal kapcsolatos változtatások közé tartozott a vízellátás (tűzoltási célokra), új orientációs világítás, vészhelyzeti telefon- és rádióberendezések, valamint a felsővezetékek kikapcsolási funkciói. Ezeket a változtatásokat mérsékelte az a törekvés, hogy a meglévő alagútszerkezetet viszonylag érintetlenül hagyják, elkerülve az üzemeltetés hosszadalmas megszakítását; a bevezetett biztonsági intézkedések azonban fenntartották a meglévő irányelveknek és know-how-nak való megfelelést. Továbbá az alagút egészén belül az űrszelvény a pálya ágyazatának süllyesztésével bővült, miközben állandó útburkolatot is építettek, hogy a mentőjárművek is könnyebben tudjanak közlekedni benne; a felújított alagutat 2010 végén helyezték újra üzembe.

## Lásd még
- A Trisannabrücke 20 kilométerre keletre található, a vasútvonal másik rendkívüli építménye.
- Arlberg közúti alagút